# NGC 6886
NGC 6886 é uma nebulosa planetária na direção da constelação de Sagitta. O objeto foi descoberto pelo astrônomo Ralph Copeland em 1884, usando um telescópio refrator com abertura de 0 polegadas. Devido a sua moderada magnitude aparente (+11,4), é visível apenas com telescópios amadores ou com equipamentos superiores. 